# Ormyrus sculptilis
Ormyrus sculptilis är en stekelart som beskrevs av Crosby 1909. Ormyrus sculptilis ingår i släktet Ormyrus och familjen kägelglanssteklar.
Artens utbredningsområde är Moçambique. Inga underarter finns listade i Catalogue of Life.